# Il sottomarino n. 27
Il sottomarino n. 27 è un film muto italiano del 1915 diretto da Nino Oxilia.